# Bảo tàng Lịch sử Toruń
Bảo tàng Lịch sử Toruń (tiếng Ba Lan: Muzeum Historii Torunia) là một bảo tàng nằm trong khuôn viên của Khu Phố Cổ, tọa lạc tại số 16 Phố Łazienna, Toruń, Ba Lan. Bảo tàng là một trong năm chi nhánh của Bảo tàng Quận ở Toruń.

## Lịch sử

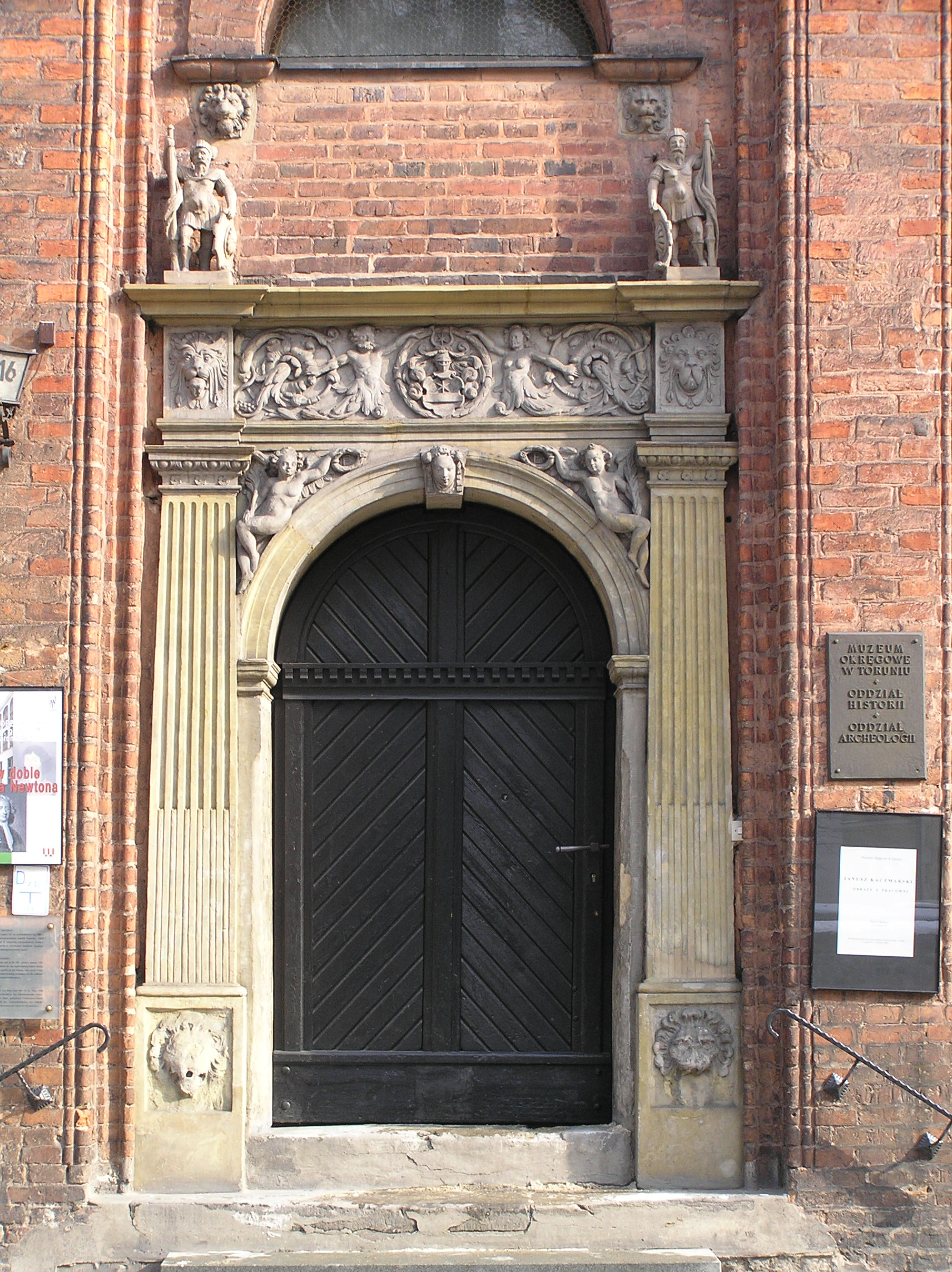
Lối vào Bảo tàng

Trong thập niên 1980, nhờ nỗ lực của Ban Bảo tồn Di tích Tỉnh ở Toruń, Nhà Esken được trải qua cải tạo toàn diện để phù hợp với chức năng một trụ sở của viện bảo tàng. Thành quả là Bảo tàng Lịch sử Toruń chính thức mở cửa đón công chúng vào năm 1990.

## Triển lãm
Triển lãm lớn nhất trong bộ sưu tập của Bảo tàng Lịch sử Toruń là triển lãm mang tên "Toruń và lịch sử của thành phố": giới thiệu lịch sử của Toruń từ thời kỳ trước khi thành lập, qua thời Trung cổ, thời hiện đại, giai đoạn giữa hai cuộc chiến tranh, thời kỳ Đức chiếm đóng Ba Lan, cho đến ngày nay. Tại triển lãm, khách tham quan có thể thấy hàng hóa do các thương nhân Toruń giao dịch, những tài liệu liên quan đến thành phố, vật dụng trong cuộc sống hàng ngày của cư dân và vũ khí. Triển lãm còn được bổ sung nhiều sự hỗ trợ đa phương tiện và các buổi chiếu bộ phim 3D có tên "Księga Toruń" nhằm giúp khách tham quan có thể hiểu rõ hơn về lịch sử của thành phố. Ngoài ra, Bảo tàng Lịch sử Toruń cũng tổ chức nhiều cuộc triển lãm tạm thời về lịch sử của Toruń.